# Babett Peter
Babett Peter (født 12. maj 1988) er en tysk fodboldspiller. Hun spiller som forsvarsspiller for spanske Real Madrid i Primera División og har tidligere spillet for Tysklands kvindefodboldlandshold. Hun var med til at vinde guld ved OL 2016 i Rio de Janeiro med det tyske landshold og har desuden været med til at vinde både VM og EM.

## Karriere

### Klub
Peter spillede som barn i den lokale klub i fødebyen Oschatz, inden hun i 2003 kom til 1. FC Lokomotive Leipzig. Her debuterede hun på klubbens førstehold i 2004. I vinterpausen 2005-2006 skiftede hun til 1. FFC Turbine Potsdam, hvor hun spillede til 2012. Hun opnåede 138 kampe for klubben og scorede 17 mål, og hun var med til at sikre klubben fem tyske mesterskaber, en pokalsejr samt Champions League-sejr, sidstnævnte i 2010. Herefter skiftede hun til 1. FFC Frankfurt, hvor hun i løbet af to sæsoner fik 26 kampe og scorede et mål. I 2014 skiftede hun videre til VfL Wolfsburg, og her spillede hun 95 kampe og scorede syv mål. Hun bidrog til klubbens tre "double"-triumfer i træk, da de vandt pokalen og mesterskabet 2017, 2018 og 2019. I 2019 skiftede hun videre til CD Tacón (som senere blev til Real Madrids kvindehold).
Hendes kælenavn er "Hulk", som hun har fået på grund af sin fysiske fremtoning.

### Landshold
Babett Peter spillede på en række af de tyske ungdomslandshold, og hun var med til at vinde EM for U/19-landshold i 2006. Hun debuterede på A-landsholdet 9. marts 2006 i en venskabskamp mod Finland. Hun var udtaget til truppen til VM-slutrunden 2007, men fik ikke spilletid i turneringen, hvor tyskerne blev verdensmestre. Ved OL 2008 i Beijing var hun med på holdet, der blev nummer to i indledende runde og derpå besejrede Sverige i kvartfinalen (2-0 efter forlænget spilletid), hvorpå de tabte i semifinalen til Brasilien med 1-4. I kampen om tredjepladsen vandt tyskerne 2-0 over Japan og sikrede sig dermed bronzemedaljerne, mens USA vandt guld foran Brasilien.
Hun var en del af Tysklands trup til sommer-OL 2016. Her gik Tyskland med nød og næppe videre fra indledende runde efter nederlag til Canada og uafgjort mod Australien, men derpå besejrede de Kina i kvartfinalen (1-0) og fik revanche mod Canada i semifinalen med en sejr på 2-0, inden de  blev olympiske mestre med finalesejr på 2-1 over Sverige.
Hun indstillede sin landsholdskarriere i foråret 2019, efter at have spillet 118 kampe og scoret otte mål.